# Рубен Аяла
Рубен Аяла (ісп. Rubén Ayala, нар. 8 січня 1950, Санта-Фе) — аргентинський футболіст, що грав на позиції флангового півзахисника, нападника. По завершенні ігрової кар'єри — тренер.
Виступав, зокрема, за клуби «Сан-Лоренсо» та «Атлетіко» (Мадрид), а також національну збірну Аргентини, з якою був учасником чемпіонату світу.
Як гравець — триразовий чемпіон Аргентини, чемпіон Іспанії, володар Кубка Іспанії та володар Міжконтинентального кубка.

## Клубна кар'єра
У дорослому футболі дебютував 1968 року виступами за команду «Сан-Лоренсо», в якій провів п'ять сезонів, взявши участь у 123 матчах чемпіонату. Більшість часу, проведеного у складі «Сан-Лоренсо», був основним гравцем команди і одним з головних бомбардирів команди, маючи середню результативність на рівні 0,38 гола за гру першості, ставши з командою дворазовим чемпіоном Аргентини у 1972 році та півфіналістом Кубка Лібертадорес 1973 року.
Своєю грою за цю команду привернув увагу представників тренерського штабу іспанського клубу «Атлетіко» (Мадрид), до складу якого приєднався 1973 року. Він дебютував в іспанській Прімері 12 жовтня в матчі проти «Еспаньйола» (0:1) і того ж сезону став віце-чемпіоном Іспанії. В наступні роки з «матрацниками» він виборов титул чемпіона Іспанії та став володарем Кубка Іспанії. Також команда стала фіналістом Кубка європейських чемпіонів 1974 року, де програла «Баварії». Тим не менш німці відмовились від участі у Міжконтинентальному кубку і «Атлетіко» отримав право зіграти проти аргентинського «Індепендьєнте». У першому матчі латиноамериканці виграли 1:0, втім у другій грі на стадіоні «Вісенте Кальдерон» мадридці виграли 2:0, а вирішальний гол, який приніс «Атлетіко» звання найкращої команди світу, забив саме Аяла. Загалом Рубен виступав у складі «Атлетіко» до кінця сезону 1979/80. Всього він провів 169 матчів у Прімері, забивши 45 голів.
Протягом 1979—1980 років захищав кольори мексиканського клубу «Хасліко», а завершив ігрову кар'єру у іншій місцевій команді «Атланте», за яку виступав протягом 1981—1983 років.

## Виступи за збірну
1969 року дебютував в офіційних матчах у складі національної збірної Аргентини.
У складі збірної був учасником чемпіонату світу 1974 року у ФРН, провівши шість матчів — проти Польщі, Італії, Гаїті, Нідерландів, Бразилії та Східної Німеччини і забив гол в матчі проти Гаїті (4:1). Він прославився грою з найдовшим волоссям в історії чемпіонатів світу — 1 фут і 5 дюймів (приблизно 43 см), оскільки дав присягу, що не буде стригти волосся до закінчення чемпіонату світу після кваліфікації його команди на цей турнір.
Всього протягом кар'єри у національній команді, яка тривала 6 років, провів у її формі 25 матчів, забивши 11 голів.

## Кар'єра тренера
Після закінчення кар'єри футболіста Аяла залишився в Мексиці, де розпочав тренерську кар'єру 1986 року, очоливши тренерський штаб клубу «Кобрас де Сьюдад-Хуарес», в якому з перервою на роботу у «Тампіко Мадеро» працював до 1989 року.
Згодом став працювати у структурі «Пачуки», де в різні роки тренував резервну команду та входив до тренерського штабу основи, а 2005 та 2010 року недовго був в.о. головного тренера першої команди. Згодом очолював тренерський штаб клубів «Тітанес Тулансінго» та «Мурсілагос».
У 2013—2019 роках тренував резервну команду «Леона», а 2017 року був недовго виконувачем обов'язків головного тренера першої команди.

## Титули і досягнення

### Як гравця
- Чемпіон Аргентини (3):

«Сан-Лоренсо»: 1968, Метрополітано 1972, Насьйональ 1972
- Чемпіон Іспанії (1):

«Атлетіко»: 1976/77
- Володар Кубка Іспанії (1):

«Атлетіко»: 1975/76
- Володар Міжконтинентального кубка (1):

«Атлетіко»: 1974